# Pseudomys laborifex
Pseudomys laborifex är en däggdjursart som beskrevs av Darrell J. Kitchener och William F. Humphreys 1986. Pseudomys laborifex ingår i släktet australmöss och familjen råttdjur. Inga underarter finns listade i Catalogue of Life.
Artens holotyp hittades i regionen Kimberley i norra Western Australia. Pseudomys laborifex godkänns inte av IUCN. Den listas där tills vidare som synonym till Pseudomys johnsoni. Det är inte uteslutet att den i framtiden åter klassificeras som art.